# Titularbistum Daphnusia
Daphnusia (ital.: Dafnusia) ist ein Titularbistum der römisch-katholischen Kirche. 
Es geht zurück auf einen untergegangenen Bischofssitz in der gleichnamigen antiken Stadt auf Kefken Adası, die in der römischen Provinz Bithynia lag. Der Bischofssitz war der Kirchenprovinz Nikomedia zugeordnet.
| Titularbischöfe von Daphnusia |                               |                                                |                  |                   |
| Nr.                           | Name                          | Amt                                            | von              | bis               |
| 1                             | Pierre-Philippe Giraudeau MEP | Apostolischer Vikar von Tibet (Republik China) | 15. Februar 1897 | 13. November 1941 |
| 2                             | Daniel Llorente y Federico    | Weihbischof in Burgos (Spanien)                | 12. März 1942    | 9. Dezember 1944  |
| 3                             | Thaddée Le Huu Tu OCist       | Apostolischer Vikar von Phát Diêm (Vietnam)    | 14. Juni 1945    | 24. April 1967    |